# باول بيلارغيون
باول بيلارغيون هو عازف بيانو وملحن كندي، ولد في 1944 في مونتريال في كندا.

## وصلات خارجية
- باول بيلارغيون على موقع IMDb (الإنجليزية)
- باول بيلارغيون على موقع ميوزك برينز (الإنجليزية)
- باول بيلارغيون على موقع ديسكوغز (الإنجليزية)
- باول بيلارغيون على موقع قاعدة بيانات الفيلم (الإنجليزية)